# Fantastic Story Quarterly
Fantastic Story Quarterly (с англ. — «Ежеквартальная фантастическая история») — бульварный научно-фантастический журнал, выходивший с 1950 по 1955 год в издательстве Best Books, дочерней компании Standard Magazines, расположенной в Кокомо, штат Индиана. Начиная с летнего выпуска 1951 года название было изменено на Fantastic Story Magazine. Он был задуман для повторной публикации произведений из научно-фантастических журналов раннего периода и изначально не предназначался для публикации новых работ, но ближе к концу выпуска каждый номер содержал по крайней мере одно новое произведение. Fantastic Story был достаточно успешным, так что Standard запустило ещё один журнал Wonder Story Annual, чтобы повторно публиковать ещё больше научной фантастики, но успех оказался скоротечным. В 1955 году Fantastic Story был объединён с журналом Startling Stories того же издательства. Среди произведений, впервые опубликованных в Fantastic Story, можно отметить «Беззаконие» (первая проданная работа Гордона Диксона), а также сочинения Уолтера Миллера и Ричарда Мэтисона.

## История публикаций и содержание
Первый научно-фантастический журнал Amazing Stories был запущен в 1926 году Хьюго Гернсбеком в разгар эры бульварных журналов. Это помогло сформироваться научной фантастике как отдельному жанру, и к середине 1930-х годов появилось ещё несколько научно-фантастических журналов, в том числе Wonder Stories, также издаваемый Гернсбеком. В 1936 году Нед Пайнс из Beacon Publications выкупил у Гернсбека Wonder Stories. Пайнс изменил название на Thrilling Wonder Stories, а в 1939 и 1940 годах начал издавать ещё два научно-фантастических журнала: Startling Stories и Captain Future. В рамках сделки Пайнс приобрёл права на перепечатку произведений, опубликованных в Wonder Stories, для размещения некоторых из этих материалов он завёл раздел Hall of Fame («Зал славы») в Startling Stories. Captain Future также использовался для повторных публикаций, но ни в Startling, ни в Captain Future не хватало объёма для более длинных произведений. В конце 1940-х годов бум научно-фантастических журналов побудил Пайнса выпустить новый журнал Fantastic Story Quarterly для повторной публикации длинных произведений. Издательство не планировало использовать его для размещения новых работ, но незадолго до первого выпуска эта политика была изменена, и в каждом номере было как минимум одно новое произведение.
Поначалу журнал выходил ежеквартально. Он стал популярен среди читателей, так как на его страницах можно было встретить давно полюбившиеся истории. Благодаря своему успеху Fantastic Story вскоре затмил другие бульварные научно-фантастические журналы Standard Magazine. Успех привёл к тому, что в 1950 году Standard запустило ежегодник Wonder Story Annual для повторной публикации ещё более длинных материалов. В 1951 году название было изменено с Fantastic Story Quarterly на Fantastic Story Magazine, а в конце 1952 года журнал перешёл на двухмесячный график выпуска номеров, но этот график сохранился лишь до конца следующего года, так как к тому времени финансовые дела журнала шли уже довольно плохо. Начиная с зимнего номера 1954 года журнал вернулся к ежеквартальному графику публикаций. К середине 1950-х годов популярность бульварной литературы заметно снизилась, и в 1955 году Fantastic Story Magazine и Thrilling Wonder Stories были объединены со Startling Stories, который, в свою очередь, был закрыт в конце того же года.
По формату журнал ориентировался на читателей, испытывавших ностальгию по ранним годам рынка бульварной научной фантастики. Историк научной фантастики Майк Эшли считает, что Пайнс был прав, запустив Fantastic Story Quarterly именно как бульварный журнал. По словам Эшли, «ранняя бульварная литература почему-то не читается в книжной форме. Чтобы создать нужную атмосферу нужна дешёвая бумага, запах целлюлозы, а также сочетание рекламы, иллюстраций и текста в старом бульварном стиле». Большая часть произведений перепечатывались из Wonder Stories, но иногда появлялись материалы других издателей, например, роман Альфреда Элтона ван Вогта «Слан», который первоначально был опубликован в журнале Astounding Science Fiction издательства Street and Smith в 1940 году, а затем вновь появился в летнем номере Fantastic Story 1952 года. Среди новых произведений можно отметить «Лазарь-2» Ричарда Мэтисона и «Семейное дело» Уолтера Майкла Миллера. В первом номере Fantastic Story было опубликовано «Беззаконие» (первая проданная работа Гордона Диксона, написана совместно с Полом Андерсоном). Помимо художественной литературы, в журнале была редакционная страница и колонка с письмами. Среди иллюстраторов, чьи работы появлялись на страницах журнала, можно отметить Вёрджила Финлэя, Эда Эмшвиллера и Эрла Бергея.

## Библиографические данные
| | Зима | Зима | Зима | Весна | Весна | Весна | Лето | Лето | Лето | Осень | Осень | Осень |
| | Янв  | Фев  | Мар  | Апр   | Май   | Июн   | Июл  | Авг  | Сен  | Окт   | Ноя   | Дек   |
| --- | ---- | ---- | ---- | ----- | ----- | ----- | ---- | ---- | ---- | ----- | ----- | ----- |
| 1950 |      |      |      | 1/1   |       |       | 1/2  |      |      | 1/3   |       |       |
| 1951 | 2/1  |      |      | 2/2   |       |       | 2/3  |      |      | 3/1   |       |       |
| 1952 | 3/2  |      |      | 3/3   |       |       | 4/1  |      | 4/2  |       | 4/3   |       |
| 1953 | 5/1  |      | 5/2  |       | 5/3   |       | 6/1  |      | 6/2  |       |       |       |
| 1954 | 6/3  |      |      | 7/1   |       |       | 7/2  |      |      | 7/3   |       |       |
| 1955 | 8/1  |      |      | 8/2   |       |       |      |      |      |       |       |       |
| Выпуски Fantastic Story с 1950 по 1955 год по томам/номерам. Цветом обозначен редактор выпуска. Редакторами по очереди были Сэм Мервин, Сэмюэл Майнс и Александр Самалман. Подчёркивание означает, что выпуск обознался как ежеквартальный (например, «Зима 1954 года»), а не как ежемесячный. |      |      |      |       |       |       |      |      |      |       |       |       |

Журнал выходил ежеквартально, за исключением шести выпусков с ноября 1952 года по сентябрь 1953 года. Начиная с пятого выпуска название изменилось с Fantastic Story Quarterly на Fantastic Story Magazine и оставалось таким вплоть до окончания публикации. На момент изменения названия журнал все ещё выходил ежеквартально. Осенний выпуск 1952 года был также обозначен как сентябрьский выпуск 1952 года. Журнал объединён в семь томов по три выпуска и последний том из двух выпусков. Выпускался в бульварном формате и стоил 25 центов на протяжении всего периода публикаций; изначально номера имели объём по 160 страниц, весенний выпуск 1951 года был уменьшен до 144 страниц, сентябрьский выпуск 1953 года — до 128 страниц, последние два выпуска — до 112 страниц. Издателем была компания Best Books из Кокомо, штат Индиана, которая принадлежала Standard Magazines из Нью-Йорка. Изначально редактором был Сэм Мервин, начиная с зимнего выпуска 1952 года эту обязанность взял на себя Сэмюэл Майнс, а последние два выпуска редактировал Александр Самалман.
Канадское издание выпускалось Better Publications в Торонто; всего вышло четыре номера с тем же содержанием, что у американского издания.